# Повилайтис, Анатолий Иосифович
Анатолий Иосифович Повилайтис (8 апреля 1919 — 1 мая 1988) — советский офицер, награжденный пятью орденами Отечественной войны, гвардии майор.

## Биография
Родился 8 апреля 1919 года на станции Вяземская Хабаровской области Дальневосточного края. Русский, из рабочих. В 1937 году окончил 10 классов. С марта 1938 по август 1939 года работал учителем физики 6-7 классов в школе села Зудилово Барнаульского района Алтайского края, с августа 1939 по февраль 1940 — учитель физики в школе № 26 города Большой Салаир Кемеровской области.

### Воинская служба
В феврале 1940 года призван в РККА, с июля 1941 года в действующей армии. С февраля 1940 по май 1942 — командир отделения 432-го гаубичного артиллерийского полка, с мая 1942 по август 1942 — курсы младших лейтенантов 52-го запасного артиллерийского полка Калининского фронта, с августа 1942 по сентябрь 1942 — в резерве 114-го запасного артиллерийского полка 22-й армии.
С сентября 1942 по июль 1943 — командир взвода 483-го истребительно-противотанкового артиллерийского полка Резерва Верховного Главного Командования (ИПТАП РГК), затем по август 1943 года — командир батареи 483-го ИПТАП РГК. член КПСС с августа 1943 года.
До июля 1944 года — помощник начальника штаба 312-го гвардейского истребительно-противотанкового артиллерийского Бердичевского полка, до сентября 1944 года — начальник штаба 312-го гвардейского истребительно-противотанкового артиллерийского Бердичевского полка, до февраля 1946 года — начальник штаба 312-го гвардейского самоходно-артиллерийского Бердичевского Краснознамённого орденов Кутузова и Красной Звезды полка СУ-76.

### После демобилизации
Демобилизован после излечения в госпитале в феврале 1946, инвалид Великой Отечественной войны. С 1947 и до выхода на пенсию в 1974 работал экономистом, начальником планового отдела, заместителем управляющего трестом по гражданскому строительству, начальником строительного управления, заместителем директора завода «Стройдеталь».
Умер 1 мая 1988 года в городе Марганец Днепропетровской области.

### Награды
- 3 ордена Отечественной войны I степени (31.08.1943; 30.03.1945; 11.03.1985)
- 2 ордена Отечественной войны II степени (10.01.1944; 31.08.1944)
- орден Красной Звезды (17.02.1943)
- медали
- шесть благодарностей от Верховного Главнокомандующего маршала Советского Союза И. В. Сталина

## Документы
- Общедоступный электронный банк документов «Подвиг Народа в Великой Отечественной войне 1941—1945 гг.» Дата обращения: 29 марта 2013. Архивировано из оригинала 13 марта 2012 года. № в базе данных 19882959. Дата обращения: 29 марта 2013. Архивировано 7 апреля 2013 года., 25088278. Дата обращения: 29 марта 2013. Архивировано 7 апреля 2013 года., 1517052109. Дата обращения: 29 марта 2013. Архивировано 7 апреля 2013 года., 21094879. Дата обращения: 29 марта 2013. Архивировано 7 апреля 2013 года., 36470936. Дата обращения: 29 марта 2013. Архивировано 7 апреля 2013 года., 11722151. Дата обращения: 29 марта 2013. Архивировано 7 апреля 2013 года.